# Pallavolo ai XV Giochi dei piccoli stati d'Europa - Convocazioni al torneo femminile
Elenco delle giocatrici convocate per i XV Giochi i piccoli stati d'Europa.

## Cipro
| N° | Nome                  | Ruolo | Data di nascita   | Squadra          |
| -- | --------------------- | ----- | ----------------- | ---------------- |
| -  | Emmanouil Roumeliotis | All   | 16 aprile 1968    | -                |
| 2  | Sofia Manitarou       | C     | 3 maggio 1987     | Apollōn Limassol |
| 3  | Christiana David      | L     | 27 settembre 1993 | Anorthōsīs       |
| 6  | Despoina Konstantinou | P     | 25 febbraio 1987  | AEL Limassol     |
| 7  | Maryna Lavruk         | S     | 3 maggio 1985     | Anorthōsīs       |
| 8  | Katerina Zakchaiou    | C     | 26 luglio 1998    | Apollōn Limassol |
| 9  | Antrea Charalambous   | S     | 14 febbraio 1987  | AEK Larnaca      |
| 10 | Eleana Petrou         | S     | 13 febbraio 1995  | Pafiakos         |
| 11 | Elena Mosfilioti      | L     | 11 febbraio 1991  | AEK Larnaca      |
| 12 | Antonia Theoti        | S     | 12 febbraio 1996  | Pafiakos         |
| 13 | Antri Iordanou        | C     | 23 febbraio 1988  | AEL Limassol     |
| 14 | Ioanna Leonidou       | P     | 20 ottobre 1995   | Apollōn Limassol |
| 18 | Irina Koudouna        | S     | 9 gennaio 1983    | AEL Limassol     |

## Islanda
| N° | Nome                    | Ruolo | Data di nascita   | Squadra             |
| -- | ----------------------- | ----- | ----------------- | ------------------- |
| -  | Matthias Haraldsson     | All   | -                 | -                   |
| 1  | Þorbjörg Jónsdóttir     | L     | 19 marzo 1974     | Þróttur Neskaupstað |
| 2  | Guðlaug Vigfúsdóttir    | S/O   | 8 aprile 1989     | Kanti               |
| 3  | Hulda Eysteindóttir     | S     | 27 settembre 1982 | Þróttur Neskaupstað |
| 4  | Erla Eiriksdóttir       | C     | 7 febbraio 1990   | Þróttur Neskaupstað |
| 6  | Auður Jónsdóttir        | S/O   | 31 agosto 1993    | Afturelding         |
| 7  | Elsa Valgeirsdóttir     | S     | 12 maggio 1983    | HK Kópavogur        |
| 8  | Birta Björnsdóttir      | P     | 22 novembre 1990  | HK Kópavogur        |
| 9  | Hjördis Eiriksdóttir    | S     | 28 settembre 1992 | Stjarnan            |
| 10 | Fríða Sigurðardóttir    | C     | 20 aprile 1980    | HK Kópavogur        |
| 11 | Ásthildur Gunnarsdóttir | S     | 10 novembre 1984  | Stjarnan            |
| 12 | Kristina Apostolova     | L     | 3 febbraio 1994   | Afturelding         |
| 15 | Berglind Jónsdóttir     | P     | 9 novembre 1995   | HK Kópavogur        |

## Lussemburgo
| N° | Nome              | Ruolo | Data di nascita   | Squadra    |
| -- | ----------------- | ----- | ----------------- | ---------- |
| -  | Detlev Schönberg  | All   | -                 | -          |
| 2  | Leah Dickhoff     | S     | 17 aprile 1996    | Strassen   |
| 3  | Betty Hoffmann    | S/O   | 11 gennaio 1996   | RSR Walfer |
| 4  | Fabienne Welsch   | S     | 21 settembre 1993 | RSR Walfer |
| 5  | Isabelle Frisch   | S/O   | 16 dicembre 1987  | Mamer      |
| 7  | Annalena Mach     | S     | 1º giugno 1995    | Mamer      |
| 9  | Lena Braas        | C     | 19 aprile 1996    | RSR Walfer |
| 10 | Corinne Steinbach | C     | 20 maggio 1986    | Mamer      |
| 11 | Martine Emeringer | P     | 9 gennaio 1981    | Mamer      |
| 12 | Kim Godart        | L     | 15 ottobre 1993   | Steinfort  |
| 13 | Deborah Feller    | P     | 22 gennaio 1996   | Mamer      |
| 16 | Maryse Welsch     | L     | 3 febbraio 1991   | RSR Walfer |

## San Marino
| N° | Nome                    | Ruolo | Data di nascita  | Squadra              |
| -- | ----------------------- | ----- | ---------------- | -------------------- |
| -  | Luigi Morolli           | All   | -                | -                    |
| 2  | Samanta Giardi          | S     | 9 gennaio 1977   | Stella Rimini        |
| 3  | Veronica Barducci       | S     | 14 luglio 1983   | Beach & Park         |
| 4  | Cristina Baciocchi      | S     | 4 agosto 1987    | Stella Rimini        |
| 6  | Sarah Grace Glancy      | C     | 20 aprile 1991   | Beach & Park         |
| 7  | Elisa Parenti           | S/O   | 12 aprile 1979   | Club Cesena          |
| 8  | Agnese Conti            | P     | 12 maggio 1996   | Beach & Park         |
| 9  | Chiara Parenti          | S     | 19 dicembre 1991 | Beach & Park         |
| 10 | Elisa Vanucci           | C     | 31 agosto 1988   | Bellaria Igea Marina |
| 11 | Martina Mazza           | L     | 26 dicembre 1987 | Beach & Park         |
| 13 | Rachele Štimac          | C     | 14 aprile 1992   | Beach & Park         |
| 14 | Maria Camilla Montironi | P     | 17 marzo 1989    | Rimini               |
| 18 | Anita Magalotti         | S     | 1º febbraio 1996 | Beach & Park         |